# Carraghénane
Les carraghénanes (ou carraghénines) sont des polysaccharides soufrés (galactanes sulfatés) extraits d'algues rouges, servant d'agents d'épaississement et de stabilisation dans l'industrie alimentaire. Ils portent collectivement le code E407 de la classification des additifs alimentaires. 
Les carraghénanes permettent de former des gels à chaud (jusqu'à 60 °C) et présentent donc un intérêt par rapport aux gélatines animales traditionnelles.
Des scientifiques ont été amenés à se poser de sérieuses questions sur la toxicité de cet additif dans l'alimentation. À partir d'études effectuées sur des animaux, il a été démontré des cas d'inflammation intestinale, des ulcérations et des coliques en ajoutant cet additif alimentaire dans l'eau de boisson.

## Origine
Le carraghénane est surtout extrait du Kappaphycus alvarezii et du Eucheuma denticulatum. Le Chondrus crispus (la mousse irlandaise), bien qu'étant la source originelle du carraghénane, n'est presque plus utilisé à ces fins. 
Le Betaphycus gelatinum produit un type particulier de carraghénane, alors que certaines algues de l'Amérique du Sud sont de plus en plus prisées par les producteurs de carraghénane pour diversifier les sources d'algues disponibles et pour extraire des qualités de carraghénanes distincts. Gigartina skottsbergii, Sarcothalia crispata et Mazzaella laminaroides sont les espèces aujourd'hui ayant le plus de valeur, toutes sont cueillies au Chili. La Gigartina canaliculata est récoltée en petites quantités au Mexique et Hypnea musciformis est récoltée au Brésil.
Sur le littoral du Massif armoricain, en particulier en Bretagne, les goémoniers (personnes pratiquant la récolte des algues rouges à basse mer) cueillent (sous le nom commun de petit goémon) le Chondrus crispus (mousse irlandaise), mais cela concerne également, quoiqu'à un moindre degré, Mastocarpus stellatus et Iridaea cordata.

## Structure
Trois grandes catégories de carraghénanes sont commercialisées aujourd’hui : 
- le κ-carraghénane ;
- le ι-carraghénane ;
- le λ-carraghénane.

Chacune de ces catégories présente une structure et des propriétés distinctes. Les principales différences au niveau de la structure moléculaire sont le nombre et la position des groupements sulfates ainsi que le nombre de ponts 3,6-anhydro-galactoses (3,6-AG). La position des groupements sulfatés peut être déterminée par spectrophotométrie infrarouge.
Le kappa-carraghénane possède seulement un groupement sulfate et un pont 3,6-anhydro-galactose. Il est formé dans l’algue grâce à l’enzyme dékinase. Cette dékinase supprime les coudes dans la structure en retirant le sulfate en C-6, permettant alors la formation d’un pont 3,6-anhydro-galactose. Le kappa-carraghénane est composé de 28 à 35% de ponts 3,6-anyhydrogalactose et de 25 à 30% de groupements sulfates. 
L’iota-carraghénane a une structure similaire à celle du kappa-carraghénane mais possède deux groupements sulfatés, avec un pourcentage de groupements sulfates compris entre 28 et 30 %. L’iota-carraghénane possède une quantité de 3,6-AG comprise entre 25 et 30 %. Le lambda-carraghénane est composé de 32 à 39% de groupements sulfates mais ne contient pas de 3,6-AG. 
La viscosité dépend de la nature du composé, plus le degré de substitution sur le squelette de galactose est faible, plus les gels formés seront durs et résistants. Entre les trois types de carraghénanes mentionnés ci-dessus, c’est le kappa-carraghénane qui possède le moins de groupements sulfates. Le kappa-carraghénane va donc être à l’origine d’un gel fort. L’iota-carraghénane a un niveau intermédiaire de substitution et a donc un pouvoir gélifiant plus faible que le kappa-carraghénane. Cependant, l’iota-carraghénane est capable de former un gel très flexible qui possède aussi la capacité de contrôler la synérèse. 
Le lambda-carraghénane, quant à lui, ne possède pas de propriété gélifiante. Cela s’explique par le fait que le lambda-carraghénane a le plus haut degré de substitution (et donc le plus de groupements sulfates) des trois types de carraghénanes. La sulfatation en 6 du lambda-carraghénane forme un coude et empêche la formation d’une double hélice. L’association de doubles hélices permet de former un réseau 3D qui est à l’origine de la formation d’un gel thermoréversible.

## Utilisation
Du fait de leurs propriétés gélifiantes, les carraghénanes sont utilisés dans la plupart des desserts lactés (crèmes desserts, flans, etc.) industriels. Ils sont utilisés comme alternatives à la gélatine pour les végétariens et végétaliens.

### Dans l'alimentation et les produits ménagers
Alimentation
- Dans les desserts, les glaces, les crèmes, les milkshakes, le lait concentré, le lait au chocolat, et les sauces : le gel augmente la viscosité ;
- Dans la bière : pour clarifier pour enlever l’écume formée par les protéines ;
- Dans les pâtés et viandes industriels (jambon, etc.) : c'est un substitut du gras ; augmente la rétention en eau et le volume, et améliore la facilité de coupe ;
- Dans les sodas : pour améliorer la texture et maintenir les exhausteurs de goût en suspension ;
- Dans le lait de soja : comme gélifiant, pour simuler la consistance du lait entier ;
- Fruit Gushers (en) : ingrédient du gel de ces friandises aux fruits ;
- Dans l'alimentation pour animaux.
- Dans le lygomme, un substitut de fromage.

Produits ménagers
- Dans le dentifrice : aide à stabiliser pour empêcher la séparation des constituants ;
- Dans les extincteurs : augmente la viscosité et rend la mousse plus collante ;
- Dans les shampooings et crèmes cosmétiques : utilisé en tant que gélifiant ;
- Dans les gels désodorisants ;
- Dans le papier marbré : la fabrication ancienne de papier et textiles marbrés utilise du carraghénane dans le mélange dans lequel flottent peintures et encres ; on dépose ensuite dessus le papier et le textile qui vont absorber les couleurs.
- Dans le cirage pour chaussures : en gel pour augmenter la viscosité ;

Autres
- Dans les lubrifiants ;
- Dans les produits pharmaceutiques : utilisé comme excipient inactif dans les pilules et tablettes ;
- En biotechnologie : en gel pour immobiliser les cellules et enzymes.

### Utilisation médicale
Les études du Laboratoire américain d'oncologie cellulaire de l'Institut national du cancer de Bethesda dans le Maryland suggèrent que le carraghénane peut fonctionner comme microbicide contre les infections sexuellement transmissibles. Les études en laboratoire ont montré un large spectre d’activité antivirale pour le carraghénane.

#### HSV (Herpes Simplex Virus)
Il serait possible qu'un gel à base de carraghénane offre une protection contre le virus de l'herpès HSV-2 (en) en se combinant aux récepteurs du virus, empêchant ainsi le virus de se fixer sur les cellules. Chez la souris, le taux de protection de ce gel est de 85 %. 
Les lubrifiants anatomiques et le lubrifiant des préservatifs contiennent du carraghénane, et certains de ces produits se sont révélés être des inhibiteurs potentiels lors de cette étude (bien que d'autres en contenant ne l'aient pas été). (Voir Herpès).

#### HPV (Human Papillomavirus)
Des études en laboratoire ont montré que le carraghénane est un inhibiteur efficace contre l'infection par le Papillomavirus humain (HPV) in vitro et chez les animaux. Des études cliniques ont été révélées à la conférence International du Papillomavirus en 2010 (Montréal, Canada) montrant qu'un lubrifiant anatomique à base de carraghénane appelé Carraguard est efficace dans la prévention de l’infection par le HPV chez la femme. Les études cliniques suggèrent que certains gels lubrifiants, tels que le Divine No 9 et le Bioglide, seraient aussi efficaces contre ces infections.

#### HIV (Human Immunodeficiency Virusou VIH)
Une étude clinique de phase III faite par le Population Council (en) a évalué l'efficacité d'un gel lubrifiant à base de carraghénane comme le Carraguard contre les infections sexuellement transmissibles et particulièrement le Virus de l'immunodéficience humaine (VIH) chez la femme. Une étude menée entre 2004 et 2007, sur 4 000 femmes d'Afrique du Sud vient compléter cette étude, mais cette dernière, statistiquement, ne trouva aucune différence chez les femmes utilisant ou pas de lubrifiant,. Une des conclusions est que le gel n'augmente pas les risques de transmission et n'a pas d'effets secondaires, il pourrait donc être utilisé comme support pour l'administration d'antirétroviraux dans de futures études.
D'autres études, réalisées chez les macaques, démontrent la même efficacité du gel à base de carraghénane que les études cliniques effectuées, mais pour le Virus de l'immunodéficience simienne (VIS). En opposition directe avec les résultats in vitro obtenus, où l'utilisation du gel démontra une augmentation des infections par le VIH et le VIS, bien qu'apparemment une faute dans le mode opératoire des études cliniques appliquée aux études de l'animal[pas clair] pourrait expliquer les différences.

#### Rhume
Une étude clinique suggère que le carraghénane serait une substance efficace contre le rhume (en diminuant les symptômes et le taux de virus des sécrétions nasales). Marinomed Biotechnologie GmbH, une compagnie autrichienne, a fait une étude en 2010 suggérant que leur spray nasal, contenant du carraghénane, pouvait être efficace comme traitement contre les virus du rhume.

## Effets sur la santé
Des scientifiques ont été amenés à se poser de sérieuses questions sur la toxicité de cet additif dans l'alimentation. À partir d'études effectuées sur des animaux, il a été démontré des cas d'inflammation intestinale, des ulcérations et des coliques en ajoutant cet additif alimentaire dans l'eau de boisson,,. Certains praticiens recommandent d’éviter la consommation d'aliments contenant des carraghénanes, spécialement pour les personnes souffrant de problèmes gastro-intestinaux[source insuffisante].
Depuis les années 1960, les carraghénanes soulèvent des questions quant à leur(s) impact(s) sur la santé humaine. Leur consommation a été estimée a 0 à 7 g/jour par personne, ou entre 0 et 1 ppm/jour. Bien que des recherches témoignent d’un lien entre les carraghénanes et les problèmes gastro-intestinaux constatés chez des animaux modèles, les controverses sont nombreuses et alimentées par le manque de preuves scientifiques. 

### Les polighénanes
Les poligéenanes, aussi appelés carraghénanes dégradés, sont des produits d’hydrolyse des carraghénanes. La réaction peut se produire lors de chauffage à hautes températures (> 80 °C) et une forte acidité. Ils pèsent entre 10 et 20 kDa et sont à l’origine des inflammations et des lésions constatées sur le tractus digestif si ingérés à hautes doses. Toxiques, ils sont souvent utilisés par les scientifiques pour induire une inflammation tissulaire, afin de tester les médicaments anti-inflammatoires sur les animaux de laboratoire. Un comité scientifique travaillant pour la Commission européenne a recommandé que la dose de carraghénane dégradé (donc à masse moléculaire faible) soit d'un maximum de 5 % (ce qui est la limite de détection) sur la masse totale de carraghénane. Des tests sur des aliments contenant de fortes doses de carraghénane ont montré que beaucoup étaient contaminés par du carraghénane dégradé (à masse moléculaire faible),. Se basant sur les recherches concluant qu'il peut entrainer le cancer du colon chez les animaux de laboratoire, Le Centre international de recherche sur le cancer (CIRC) reconnait le carraghénane comme possible cancérogène. En 2002, il a été reconnu que l’administration orale de carraghénanes n’était pas cancérigène à long terme, et qu’il n’y avait pas de preuves supportant l’effet inducteur de tumeurs ou cancérigène chez les rats,. Une étude de 2007 confirme l’effet non cancérigène d’une exposition prolongée aux carraghénanes à 5% . 

### Impact sur le système digestif
Depuis les années 1960, la recherche a fait le lien entre le carraghénane alimentaire et les problèmes gastro-intestinaux chez les animaux de laboratoires,,,.
Une étude publiée en 2006 indique que le carraghénane provoque l'inflammation des cellules épithéliales de l'intestin lors de la culture in vitro, se faisant par la voie des récepteurs des cellules BCL10, entraînant l'activation de NF-κB et d'Interleukine 8. Le carraghénane peut donc être immunogène (entraînant une réponse du système immunitaire) à cause de son lien inhabituel avec l'alpha-1,3-galactosidique. La consommation de carraghénane peut jouer un rôle dans l'inflammation intestinale, vu que les récepteurs BCL10 ressemblent aux NOD2 (Nucleotide-binding Oligomerization Domain-containing protein 2), cette mutation étant connue dans la Maladie de Crohn.
Le carraghénane peut interférer avec l’activité des macrophages,,. Des études faites sur des rats, des cochons d'Inde, et des singes indiquent que l'ingestion de carraghénanes alimentaires peut causer des ulcérations dans la sphère gastro-intestinale et augmenter (mais pas initier) le développement de cancer de l'appareil digestif humain,. D'autres expériences utilisant des tissus cellulaires humains ont montré des résultats similaires, mais aucune n'a donné de résultats définitifs.

### Formulations pour enfants
La dose maximale autorisée dans les formulations de produits pour enfants était de 300 ppm (mg/kg). En 2007, la JECFA déconseille l’utilisation de carraghénanes ou procédés à base de carraghénanes, notamment pour les produits destinés à cette population. En 2011, Une commission de la FAO et de l'OMS sur les additifs alimentaires dit que : « sur base des informations disponibles, il est déconseillé d'utiliser le carraghénane ou des extraits d'algue alimentaire Eucheuma dans l'alimentation pour enfants ».
Pour donner suite à ces avertissements, des études ont été menées afin d’affirmer la sécurité du dosage des carraghénanes dans ces formulations, de 0 à 2 500 ppm. Les tests ont été conduits sur des porcelets, sur une période de 28 jours, ce qui correspond à la période 0-23 mois chez l’humain. Durant cette période, la barrière intestinale infantile est immature, ce qui permet à de grosses quantités de macromolécules de passer l’épithélium et d’atteindre la circulation sanguine. La série de paramètres mesurés (analyses sanguines, impact sur le système immunitaire...) et notamment les analyses concernant les mastocytes n’ont pas révélé d’effets néfastes.
En 2015, la “JECFA conclut que l’utilisation de carraghénanes dans les préparations pour nourrissons et les préparations destinées à des usages médicaux particuliers pour nourrissons à des concentrations allant jusqu’à 1 000 ppm (mg/ L) est sans risques.” .

### Conséquences des incertitudes sur la santé humaine
Des organisations non gouvernementales, telles que le Cornucopia Institute (en), une ONG surveillant la législation alimentaire et agricole, ont demandé que le carraghénane soit retiré de l'alimentation biologique certifiée par le Département de l'Agriculture des États-Unis (USDA).
Les inquiétudes sanitaires imputées au carraghénane ont conduit à une augmentation mondiale des prix, de par une plus grande législation de son utilisation comme additif alimentaire. Cela a aussi conduit à une forte augmentation des prix pour l'utilisation non-alimentaire, en particulier dans les matériaux artistiques. Une alternative artificielle pour beaucoup d'applications serait le méthylcellulose, qui est aussi un additif alimentaire, ayant une plus grande part du marché aux États-Unis que le carraghénane.

## Substance analogue
L'agar-agar est un autre produit gélifiant dérivé d'algues rouges.